# 葉江
葉江（はえ、生没年不詳）は古代日本の豪族・磯城県主の一人。事績は何も伝わっていないが、欠史八代中の多くの天皇の外戚になったと伝えられる。

## 概要
『古事記』では（師木）県主波延、『日本書紀』では磯城県主葉江と表記される。
古代磯城郡一帯を支配していた豪族・磯城県主の一人で、娘として『古事記』では安寧天皇の皇后・阿久斗比売が、『日本書紀』安寧天皇条の一書では安寧天皇の皇后・川津媛が、同書孝昭天皇条の一云では孝昭天皇の皇后・渟名城津媛が、同書孝安天皇条の一云では孝安天皇の皇后・長媛がそれぞれ記載される。また懿徳天皇条の一書では姪（葉江の「男弟」である猪手の娘）として懿徳天皇の皇后・泉媛が記載される。さらに綏靖天皇条の一書では磯城県主の娘として綏靖天皇の皇后・川派媛が記載され、これは葉江の姉妹と見られる（『古事記』では師木県主の祖で波延の妹、河俣毘売）。